# 陳琇瑩
陳琇瑩（1853年—1889年），字芸敏，福建福州府侯官縣（今福建省福州市）人，清朝政治人物，進士出身。

## 生平
同治十二年（1873年），鄉試中舉。光緒二年（1876年）登丙子恩科進士，改庶吉士。光緒三年，任翰林院編修，改國史館協修。光緒六年，任會試同考官。光緒十一年（1885年），任湖南鄉試正考官。次年，任江南道監察御史。光緒十四年，任河南道監察御史、提督河南學政。